# André Messager
André Charles Prosper Messager (Montluçon, 30 dicembre 1853 – Parigi, 24 febbraio 1929) è stato un compositore e direttore d'orchestra francese.

## Biografia

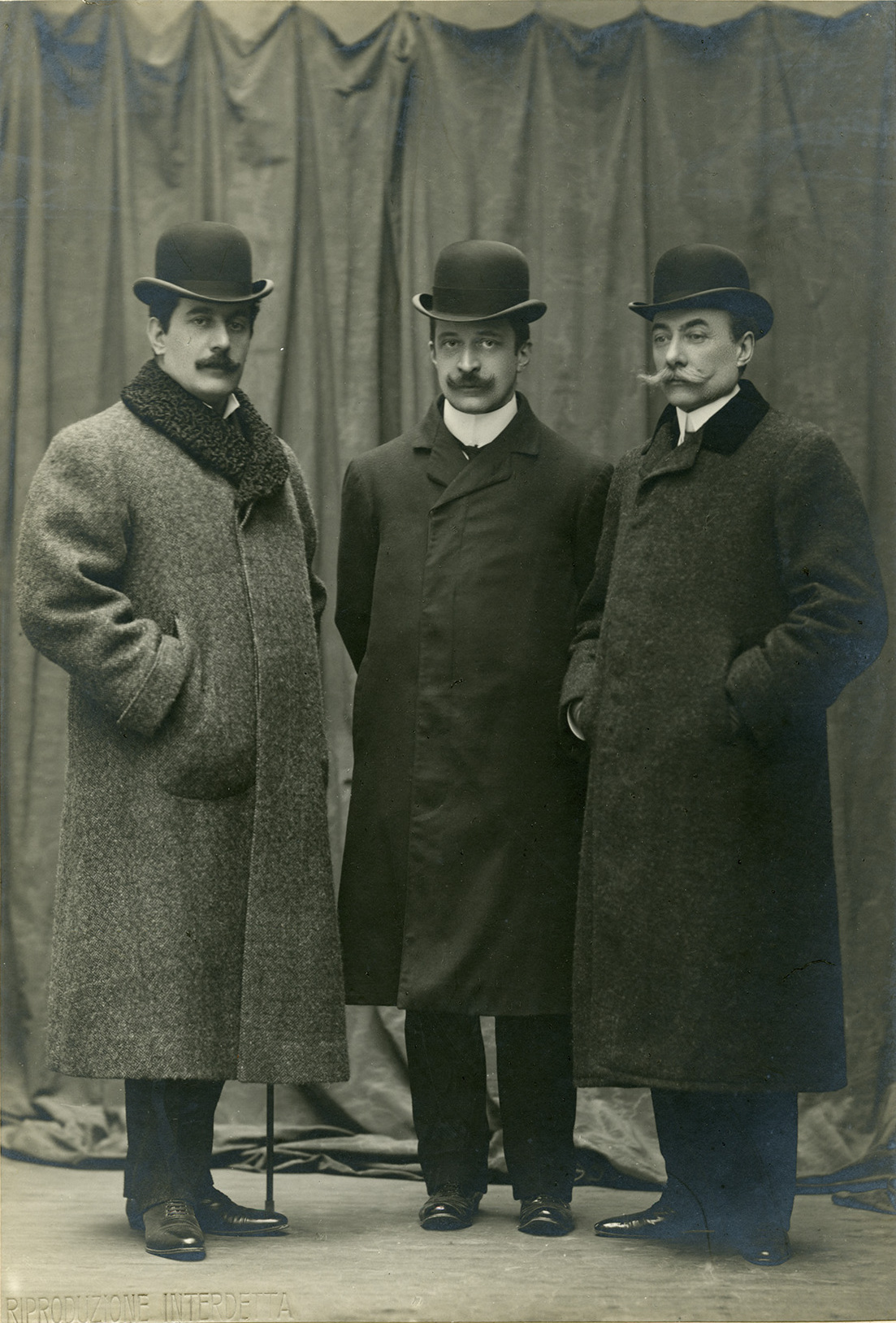
André Messager (a destra) con Tito II Ricordi e Giacomo Puccini

Studiò alla scuola Niedermayer di Parigi sotto la guida di Eugène Gigout e Clément Loret.
Nel 1874 ottenne il ruolo di organista nel coro (organiste du chœur) della chiesa di Saint-Sulpice, succedendo a Gabriel Fauré, dove rimase per sei anni.
Nel 1876 vinse la medaglia d'oro della Société des Auteurs, Compositeurs et Editeurs de Musique con la sua Sinfonia in la maggiore. Il 20 gennaio 1878 ne diresse con successo la prima assoluta al Théâtre du Châtelet per i Concerts Colonne e il 4 settembre 1881 la Messe des pêcheurs de Villerville scritta con Gabriel Fauré a Villerville. Vinse ulteriori premi per le sue cantate Don Juan et Haydée e Prométhée enchaîné, quest'ultima composta nel 1878 premiata nel 1881 con il secondo posto nel prestigioso Grand prix de la ville de Paris. L'8 aprile 1882 suonò il pianoforte nella prima assoluta di Trio per pianoforte, violino e violoncello in sol minore di Ernest Chausson alla Société Nationale de Musique.
Nel 1883 completa l'opera comica François les-bas-bleus di Firmin Bernicat che ebbe la prima l'8 novembre al Théâtre des Folies-Dramatiques ed il successivo 15 dicembre suona al pianoforte nella prima assoluta di Trois valses romantiques per pianoforte a 4 mani di Emmanuel Chabrier con il compositore e di Trois valses romantiques per 2 pianoforti di Fauré con il compositore nella Société Nationale de Musique.
Il 10 marzo 1884 va in scena la centotrentunesima recita di François les-bas-bleus al Théâtre des Folies-Dramatiques.
Nel 1885 cura la revisione dell'opera buffa Le petit Poucet di Laurent de Rillé che diresse nella prima del 28 ottobre al Théâtre de la Gaîté-Lyrique e che fino al 4 aprile 1886 arriva a 200 recite.
Scrisse soprattutto per il teatro, cimentandosi con successo nei generi del balletto (Les Deux Pigeons per il libretto di Henri de Régnier, 18 ottobre 1886 con Louis Mérante al Palais Garnier di Parigi dove nel 1935 arriva alla centesima recita), dell'opera e dell'operetta.
L'Opéra-comique La fauvette du temple ha la prima assoluta il 17 novembre 1885 al Théâtre des Folies-Dramatiques di Parigi arrivando a 150 recite. 
Il 1º gennaio l'operetta va in scena nella seconda versione diretta dal compositore.
In Italia è conosciuta come La capinera del tempio ed il 14 maggio 1909 va in scena al Teatro Reinach di Parma la 275a rappresentazione italiana.
Il 12 dicembre 1885 dirige la prima assoluta della sua opera comica La béarnaise al Théâtre des Bouffes-Parisiens che fino al 9 febbraio 1886 arriva a 66 recite.
Il 6 aprile 1887 ebbe la prima l'opera comica Le bourgeois de Calais al Théâtre des Folies-Dramatiques arrivando a 17 recite ed il 17 dicembre François les-bas-bleus ebbe la prima al Théâtre des Menus-Plaisirs.
Nel 1888 completa e revisiona l'opera comica Les premières armes de Louis XV di Bernicat che ebbe la prima assoluta il 16 febbraio al Théâtre des Menus-Plaisirs ed il 26 dicembre ebbe la prima dell'operetta fiabesca Isoline per il libretto di Catulle Mendès al Théâtre de la Renaissance arrivando a 57 recite fino al 20 febbraio 1889.
Il 18 dicembre 1889 ebbe la prima senza successo l'operetta Le mari de la reine diretta dal compositore al Théâtre des Bouffes-Parisiens.
Dal 1898 al 1904 e dal 1919 al 1921 è stato il direttore musicale del Théâtre national de l'Opéra-Comique dove nel 1900 diresse la prima assoluta di Louise (opera).
Il 16 novembre 1897 Les p'tites Michu ha la prima assoluta al Théâtre des Bouffes-Parisiens di Parigi arrivando a 150 recite ed il 29 aprile 1905 nel Regno Unito nella versione inglese The Little Michus va in scena con Willie Edouin, Lily Elsie ed Adeline Genée e nelle repliche con Henry Lytton al Daly's Theatre di Londra con 401 recite. Al Teatro Reinach di Parma va in scena il 20 marzo 1905.
Il 10 dicembre 1898 Véronique ha la prima assoluta con successo al Théâtre des Bouffes-Parisiens, il 19 marzo 1900 come Brigitte al Theater an der Wien, il 5 maggio 1903 avviene la prima nel Regno Unito nel Coronet Theatre di Londra in francese, il 18 maggio 1904 all'Apollo Theatre di Londra in inglese con Hayden Coffin nelle repliche e raggiunge 495 recite ed il 5 febbraio 1906 al Her Majesty's Theatre di Dundee per la George Dance's Company. 
Veronica ha la prima al Teatro Reinach di Parma il 13 marzo 1905. All'Opéra-Comique di Parigi ebbe la prima il 7 febbraio 1925 diretta da Albert Wolff.
L'opera comica La Basoche ebbe la prima assoluta il 30 maggio 1890 con successo all'Opéra-Comique arrivando a 50 recite fino al 20 dicembre, il 3 novembre 1891 (alla presenza del compositore) al 16 gennaio 1892 per Richard D'Oyly Carte al Palace Theatre di Londra, il 4 marzo 1893 al Teatro Regio di Torino nella traduzione di Ruggero Leoncavallo con Cesira Ferrani e va in scena al Teatro Reinach di Parma il 18 marzo 1905.
Il 15 settembre 1891 avviene la prima assoluta delle musiche di scena Hélène al Théâtre du Vaudeville, il 30 gennaio 1893 della commedia lirica Madame Chrysanthème al Théâtre de la Renaissance diretta dal compositore arrivando a 16 recite, il 22 dicembre successivo dell'operetta Miss Dollar al Nouveau-Théâtre diretta dal compositore ed il 26 dicembre del balletto Amants éternels al Théâtre-Libre diretto dal compositore.
Il 3 luglio 1894 ebbe la prima assoluta l'opera comica Mirette per la regia di D'Oyly Carte al Savoy Theatre di Londra.
Il 6 ottobre va in scena la seconda versione con nuove liriche di Adrian Ross arrivando a 61 recite fino al 6 dicembre.
Come direttore d'orchestra, nel 1902 diresse la prima esecuzione del Pelléas et Mélisande di Claude Debussy.
Dal 1908 al 1914 diresse il teatro dell'Opéra National de Paris e dal 1908 al 1919 l'Orchestre de la Société des Concerts du Conservatoire.
Nel 1923 venne nominato presidente della "Société des Auteurs et Compositeurs".
L'Amour Masqué ha la prima assoluta al Théâtre Édouard VII di Parigi il 15 febbraio 1923 e nel Regno Unito ha avuto la première nel 2005 al Festival Theatre di Edimburgo per l'Opéra de Tours.
Coups de roulis dopo la prima del 1928 a Parigi con Raimu va in scena nel 1953 al Grand Théâtre di Ginevra.
Fu anche critico musicale.
Isoline viene messa in scena al Théâtre national de l'Opéra-Comique nel 1958 diretta da Georges Prêtre per la regia di Jean-Pierre Ponnelle con Alain Vanzo. 

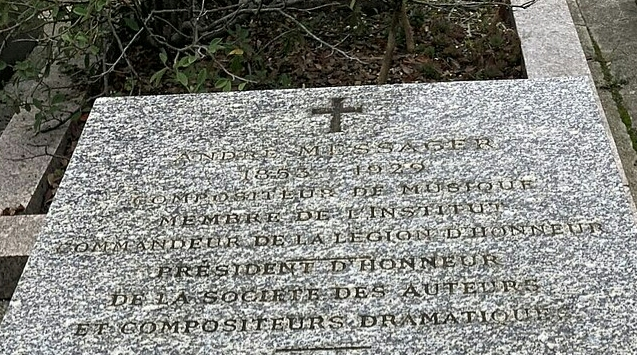
Tomba di Messager.

Véronique è andata in scena all'Opéra national de Paris nel 1978 e nel 1980 diretta da Pierre Dervaux con Gino Quilico e nel 2008 al Théâtre du Châtelet di Parigi per la regia di Fanny Ardant.

## Opere liriche
- François les bas-bleus (1883)
- La Fauvette du temple (La capinera del tempio) (1885) opera comica
- La Béarnaise (1885)
- Le Bourgeois de Calais (1887)
- Les Premières Armes de Louis XV (1888)
- Isoline (1888)
- La Basoche (1890)
- Madame Chrysanthème (1893)
- Mirette (1894)
- Le Chevalier d'Harmental (1896)
- Véronique (1898)
- Les Dragons de L'Impératrice (1905)
- Fortunio (1907)
- Béatrice (1914)
- Monsieur Beaucaire (1919)
- Cyprien, ôte ta main de là! (1920)
- La Petite Fonctionnaire (1921)
- L'Amour Masqué, su libretto di Sacha Guitry (1923)
- Passionément (1926)
- Sacha (1930)

## Operette
- Le Mari de la Reine (1889)
- Miss Dollar (1893)
- La Fiancée en lotérie  (1896)
- Les P'tites Michu (1897)
- Coups de roulis (1928)

## Musica sacra
- Messe des pêcheurs de Villerville con Gabriel Fauré.